# Lissonotus kuaiuba
Lissonotus kuaiuba är en skalbaggsart som beskrevs av Martins och Maria Helena M. Galileo 2004. Lissonotus kuaiuba ingår i släktet Lissonotus och familjen långhorningar.
Artens utbredningsområde är Venezuela. Inga underarter finns listade i Catalogue of Life.